# 13th Floor Elevators
13th Floor Elevators var ett amerikanskt psykedeliskt rockband från Austin, Texas som existerade mellan 1965 och 1969. Bandet släppte fyra LP-skivor och sju 45:or för skivbolaget International Artists.

## Historia
Gruppen räknas som en av de första inom den psykedeliska rocken, och spelade hård, psykedelisk garagerock. Sångare och frontfigur var Roky Erickson. Huvudmannen bakom bandets lyrik och vision var Tommy Hall som även spelade instrumentet jug, vilket utgör det bakgrundsljud som 13th Floor Elevators associeras med. De övriga medlemmarna var Stacy Sutherland (gitarr), Ronnie Leatherman (bas), och John Ike Walton (trummor och slagverk). Basist och trummis kom dock att skifta mycket under den korta tid gruppen var aktiv.
Bandet fick sin största, och egentligen enda hit 1966 med låten "You're Gonna Miss Me". Låten hade först släppts på ett lokalt skivbolag i Austin, och plockades sedan upp av det större bolaget International Artists som distribuerade singeln i hela USA. I oktober 1966 nådde låten kulmen av sin popularitet då den tog sig till plats 55 på Billboard Hot 100-listan. I Kanada nådde den #54 på RPMs försäljningslista. Låten fanns med som inledande spår på gruppens debutalbum The Psychedelic Sounds of the 13th Floor Elevators. Albumet är ett av de första med ordet "psychedelic" i titeln, tillsammans med The Deeps Psychedelic Moods och Blues Magoos Psychedelic Lollipop. 
Mitt under inspelningarna av gruppens andra album lämnade Leatherman och Walton gruppen och ersattes av Dan Galindo (bas) och Danny Thomas (trummor). Albumet, Easter Everywhere blev inte den framgång man hoppats på och innehöll ingen singelhit, vilket debutalbumet gjort. Gruppen fick mer tid på sig att spela in albumet än debuten som spelades in mycket hastigt. Inför det sista studioalbumet gruppen kom att spela in, Bull of the Woods var Ronnie Leatherman tillbaka som basist igen. Men både Roky Erickson och Tommy Halls medverkan var marginell, med undantag för låten "May The Circle Remain Unbroken". Det var istället Stacy Southerland som tog ledningen i gruppen och främst bidrog med låtar till albumet. 1968 släppte även International Artists albumet Live, ett "livealbum" med gruppen som egentligen bestod av demoinspelningar med lättavslöjat pålagt publikljud. Inspelningarna från det albumet har senare getts ut utan det pålagda publikljudet.
På grund av drogproblem upplöstes bandet 1968 och kort därefter hamnade Erickson på mentalsjukhus efter att ha förklarat sig oskyldig till marijuanainnehav på grund av psykisk sjukdom. Stacy Sutherland åkte i fängelse för droginnehav 1969 men fortsatte med musiken en bit in på 1970-talet. Han sköts till döds av misstag av sin fru 1978. Efter att Roky Erickson blev frisläppt från mentalsjukhuset Rusk Prison har han spelat in en del musik som soloartist, turnerat, och släppte senast ett nytt album 2010.
Låten "You're Gonna Miss Me" användes som öppningslåt i filmen High Fidelity år 2000. 2009 fanns låten även med i ett avsnitt av TV-serien True Blood.

## Medlemmar
Musiker
- Roky Erickson – gitarr, sång, låtskrivare (1965-1968, 1984, 2015) (död 2019)
- Tommy Hall – elektrisk kanna, sång, låtskrivare (1965-1968, 2015)
- Stacy Sutherland – gitarr, sång, låtskrivare (1965-1969) (död 1978)
- John Ike Walton – trummor (1965-1967, 1984, 2015)
- Benny Thurman – bas, sång (1965-1966)
- Ronnie Leatherman – bas, sång (1965-1966, 1967, 1968, 1984, 2015)
- Danny Galindo – bas (1966-1968)
- Danny Thomas – trummor, sång, arrangemang (1967-1969)
- Duke Davis – bas (1968)
- Fred Mitchim - gitarr, sång (2015)
- Eli Southard - gitarr (2015)

Andra bidrag
- Powell St. John – låtskrivare ("Slide Machine", "You Don't Know", "Monkey Island", "Take That Girl" ", "Kingdom of Heaven", "Right Track Now")
- Clementine Hall – fru till Tommy Hall, sång och låtskrivarsamarbeten med Erickson ("Splash 1" och "I Had to Tell You")

## Diskografi
Studioalbum
- 1966 – The Psychedelic Sounds of the 13th Floor Elevators
- 1967 – Easter Everywhere
- 1968 – Bull of the Woods

Livealbum
- 1968 – Live
- 1994 – The Best of the 13th Floor Elevators
- 2002 – Absolutely the Best of the 13th Floor Elevators

Singlar
- 1966 – "You're Gonna Miss Me" / "Tried to Hide"
- 1966 – "Reverberation (Doubt)" / "Fire Engine"
- 1967 – "I've Got Levitation" / "Before You Accuse Me"
- 1967 – "She Lives (In a Time of Her Own" / "Baby Blue"
- 1968 – "Slip Inside This House" / "Splash 1"
- 1968 – "May the Circle Remain Unbroken" / "I'm Gonna Love You Too"
- 1969 – "Livin' On" / Scarlet and Gold"